# Cherokee (sång)
Cherokee är en singel släpp av hårdrocksgruppen Europe 1987. Låten är skriven av Joey Tempest och är tagen från albumet The Final Countdown.
Cherokee skrevs bara veckor innan The Final Countdown-skivan skulle spelas in och var då inte tänkt att ha med på skivan.
Cherokee nådde stora framgångar i såväl Amerika som Europa och Asien. Cherokee låg tillsammans med The Final Countdown och Carrie på Billboard Hot 100 under samma period.
En video spelades in i Almeria i Spanien under sensommaren 1987.
Ian Haugland skriker "Nu ska vi spela!" i början av låten. Producenten Kevin Elson tyckte att Ian lät rolig och bestämde sig för att behålla inslaget med på skivan.

## Listplaceringar
| Lista (1986-1987) | Position |
| ----------------- | -------- |
| USA               | 72       |
| Nederländerna     | 86       |

## Musiker
- Joey Tempest - sång
- John Norum - gitarr
- John Levén - elbas
- Mic Michaeli - klaviatur
- Ian Haugland - trummor

### Fotnoter
1. 1 2  ”Listplacering”. http://www.billboard.com/#/song/europe/the-final-countdown/158794. Läst 11 juni 2011.